# Educação em Uganda

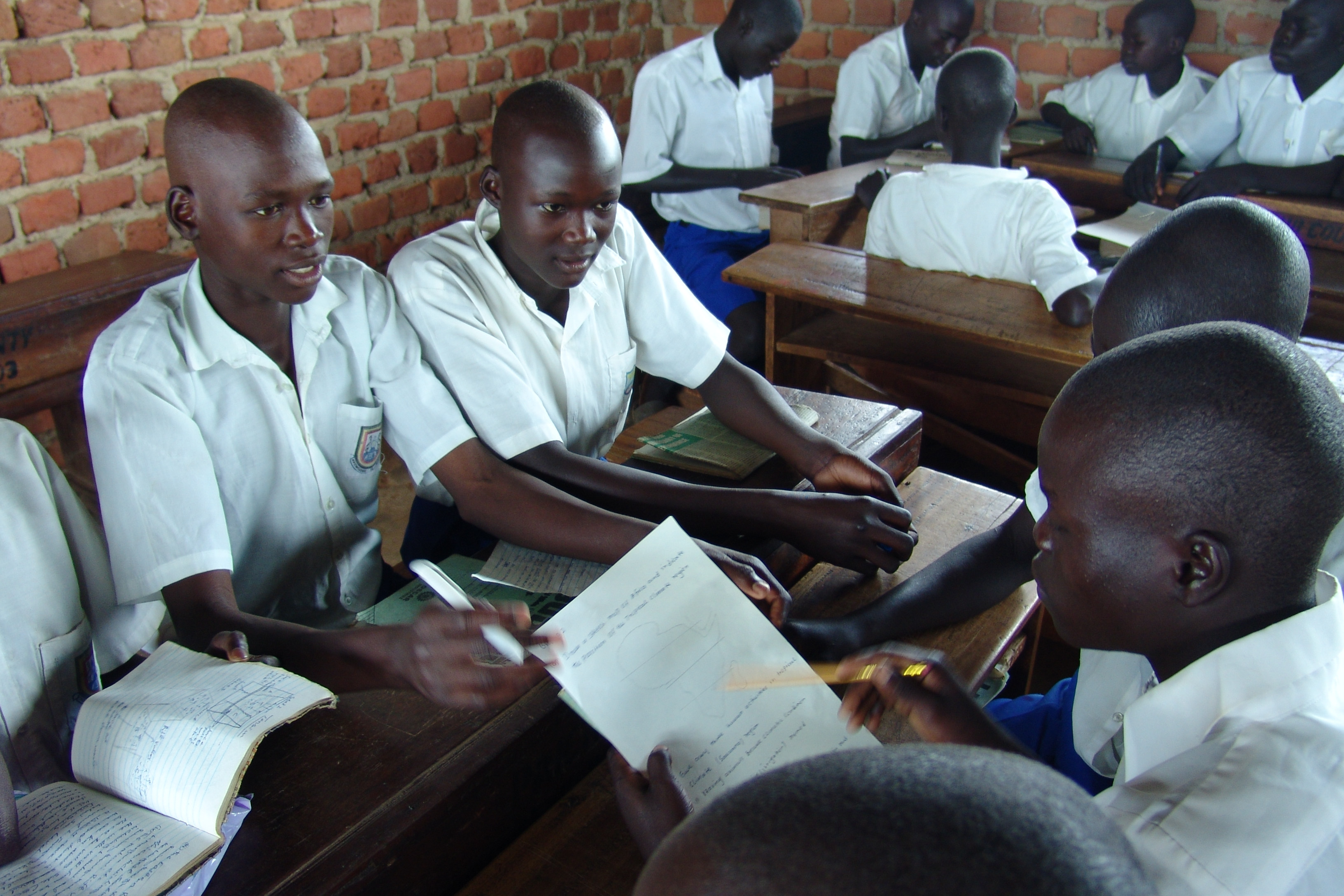
Estudantes de Uganda.

O sistema educacional de Uganda é dividido estruturalmente em 7 anos de ensino básico, 6 anos de ensino secundário e de 3 a 5 anos de ensino superior. O atual sistema de educação ugandense existe desde os anos de 1960.

## Ensino básico

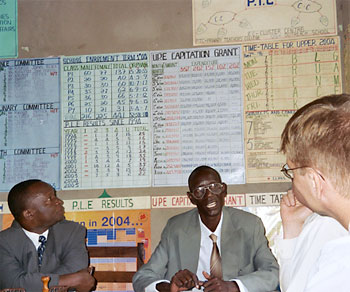
Diretor da Nsaasa Primary School em entrevista a um trabalhador da USAID.

Até o ano de 1999, existiam cerca de 6 milhões de alunos que estavam adentrados na educação básica de Uganda, diferentemente do ano de 1986, que contabilizou apenas 2 milhões. Os números receberem impulso em 1997, quando o ensino básico passou a ser gratuito e foi disponibilizado para famílias com até quatro filhos. Apesar da liberação limitativa, nem todos os estudantes da escola primária passam para o ensino secundário, em virtude dos resultados do Primary Leaving Examinations, que avalia o desempenho do aluno para a passagem de ano.
Uganda é um dos países em desenvolvimento da África Oriental, que se limita pela Tanzânia, Ruanda, República Democrática do Congo, Sudão do Sul e Quênia. Ocupa 241.038 quilômetros quadrados, com cerca de 41,49 milhões de habitantes, pelo censo de 2014. De acordo com pequisas da CIA World Fact Book 2004, mais de 80% da população vive no meio rural, enquanto 35% vive abaixo da linha da pobreza. As Nações Unidas caracterizam o governo ugandense como instável e vítima de uma das piores crises humanitárias do mundo.
Em 1997, o governo de Uganda introduziu o UPE, Programa Educacional de Educação Primária Universal, com o intuito de melhorar a efetivação do contingente estudantil nas escolas primárias.Inicialmente, o proporcionamento gratuito de educação básica era ofertado às famílias que continham até 4 filhos. No entanto, a maioria das famílias com estrutura complexa não eram atendidas por conta dessa regulamentação. A maioria das famílias do país contêm mais de quatro filhos e, devido ao grande número de filhos, o número de matrículas em escolas primárias aumentou. Quando a nova política educacional foi aplicada, as instituições experimentaram um grande fluxo de alunos, além da alta demanda de infraestrutura, materiais e professores, formando desafios para o aparato educacional de Uganda. Willy Kgaka argumenta que o Programa resultou em consequências alarmantes, causando um ensino de má qualidade, despreparo profissional, péssimo desempenho estudantil e infraestrutura imprópria das salas de aula.
Tendo 6 anos como a idade legal para a entrada na escola, Uganda conta com 7 anos de ensino primário. De acordo com as estatísticas do Ministério de Educação e Esportes de Uganda, as matrículas aumentaram de 3 milhões para 5,3 milhões no ano de 1997, subindo, ainda, para 7 milhões até o ano de 2004. Mesmo que o aumento do fluxo de matrículas fosse visto como algo benéfico ao país, apenas 125.883 estavam aptos a lecionarem em sala de aula, trazendo inequações ao contingente de alunos e à infraestrutura apresentada. O número de alunos tornou o ambiente de aprendizagem mais difícil, intrincando o desempenho do aluno com o professor. De acordo com Arbeiter e Hartley, as aulas têm entre 70 e 10 alunos e o ensino acontece por toda as escolas. Moyi explica, ainda, que muitas salas de aula contêm alunos com idade abaixo da faixa etária legal exigida pelo Estado. A infringência da faixa etária está correlacionada à má qualidade educacional do país, atingindo a performance dos alunos e a matrícula tardia. Moyi afirma, ainda, que existiam alunos entre 6 e 17 anos na sexta série e, nas mesmas escolas, alunos de até 19 anos de idade nas salas de sexta série.

## Ensino secundário
O sistema de educação secundária de Uganda segue o estilo da Grã-Bretanha, responsável pela colonização do país. O ensino divide-se em um nível primário e avançado. O secundário inferior consiste em 4 anos de ensino, no qual os estudantes são submetidos a exames de nível ordinário em pelo menos 8 disciplinas, com cerca de 10 questões cada. O ensino secundário é composto por 2 anos de escolaridade, no qual os alunos recebem um exame de nível avançado em pelo menos 3 disciplinas. O currículo de ensino secundário é revisado pelo Centro Nacional de Desenvolvimento Curricular. As escolas técnicas de três anos oferecem uma alternativa aos primeiros anos do ensino médio. Atualmente, existem as seguintes escolas para ensino secundário em Uganda:
- Kitante Hill Secondary School
- St. Mary's College Kisubi
- Mount Saint Mary's College Namagunga
- Kibuli Secondary School
- Bugema Adventist Secondary School
- King's College Budo
- Gayaza High School
- Uganda Martyrs' Secondary School Namugongo
- Mengo Senior School
- Ntare School
- Nabumali High School
- St. Henry's College Kitovu
- Makerere College School
- Comboni College
- German Secondary School Uganda[7]
- Kiira College Butiki
- Ebony College Luwero
- Seat of Wisdom Secondary School[8]
- Sseguku Hill College
- Mackay Memorial College
- Serere Township Secondary School[9]

## Ensino superior
Embora cerca de 70.000 estudantes saiam do ensino médio para o ensino superior em Uganda, apenas 35% conseguem vaga nas instituições superiores. Como exemplo, a Universidade Makerere, em Kampala, tem cerca de 95% da população estudantil total do país. O restante está distribuído entre as outras 20 universidades existentes, sendo privadas e outras apenas faculdades. As universidades mais reconhecidas em Uganda são:

### Universidades públicas
- Busitema University
- Gulu University
- Kabale University
- Kyambogo University
- Makerere University
- Mbarara University of Science & Technology
- Muni University
- Soroti University

### Universidades religiosas
- All Saints University
- Ankole Western University
- Bishop Stuart University
- Bugema University
- Busoga University
- Islamic University in Uganda
- Kumi University
- LivingStone Interna University
- Ndejje Christian University
- Uganda Christian University
- Uganda Martyrs University
- Uganda Pentecostal University

### Universidades privadas
- African Rural University
- Busoga University
- Cavendish University Uganda
- International Health Sciences University
- International University of East Africa
- Kabale University
- Kayiwa University
- Kampala University
- Kampala International University
- Mountains of the Moon University
- Muteesa I Royal University
- Nkumba University
- St. Augustine International University
- St. Lawrence University
- Uganda Technology and Management University
- Victoria University

### Universidades on-line
Em Uganda, a existência de cursos à distância é quase escassa. No entanto, a Royal Open University destaca-se pelo oferecimento de cursos on-line à população ugandense.

## Ensino Técnico e Vocacional
O Ensino Técnico e Vocacional é um aspecto necessário presente no sistema de educação em Uganda. A ONU liderou esforços para dar apoio a este tipo de ensino, por meio do Centro Internacional de Formação Técnica e Profissional da UNESCO. Como exemplo principal, a Royal Academy of Art and Design se destaca no fornecimento de Ensino Técnico e Vocacional. De acordo com a ONU,
A missão desse ensino é "garantir que indivíduos e empresas adquiram habilidades necessárias para aumentar a produtividade e renda do país."

## Programas de Alfabetização
Os primeiros programas de alfabetização caracterizaram-se pela ajuda e liderança do povo ocidental e, desde então, trouxeram uma abordagem descentralizada para jovens e adultos em Uganda. Esta transição educacional é parte do trabalho de líderes do Ocidente em Uganda, apesar de que o ensino da língua inglesa não seja um efetivo recorrente para resolver problemas econômicos do país. Grande parte do processo de alfabetização é conduzida por ONGs, atuando juntamente com o o governo local e municipal. Os resultados dos processos de alfabetização têm gerado grandes rendimentos acadêmicos para o país, principalmente ao ofertar a capacidade de graduação por parte dos estudantes. Por outro lado, os programas sofrem com escassez de financiamentos, falta de apreço pela literatura e pela alfabetização e ausência do apoio de vários setores.

## Educação feminina
Existem, no país, um alto índice de discrepância de gênero no que tange alfabetização em Uganda. A assiduidade feminina nas escolas, em todos os níveis estudantis, é inferior à frequência dos homens. Atribui-se, portanto, os índices de pobreza, infraestrutura inadequada, pressão social e gravidez na adolescência. A integração de mulheres na educação ugandense tem sido um árduo desafio, já que apenas a vida doméstica é atribuída às mulheres. Um relatório do Banco Mundial descobriu que, na maioria das vezes, a ausência do contingente feminino nas escolas é causada pela falta de permissão dos maridos.

## Região Norte de Uganda
A Região Norte de Uganda é caracterizada por constantes conflitos de resistência religiosa. A educação é um fator importante para o reerguimento da população, além do desenvolvimento de libertação do ciclo de violência e sofrimento que as guerras causam. A Educação Primária Universal de Uganda recebe um grande fluxo de matrículas no país, mas o ensino desse sistema tende a ser de má qualidade e de péssima infraestrutura. De 328 escolas no Distrito de Pader, 47 ainda estão sob árvores e a média de estudantes presentes chega em torno de 1.200 estudantes.